# Neposredno opasno po život ili zdravlje
Termin Neposredno opasno po život ili zdravlje (engl. immediately dangerous to life or health, IDLH) je definisan od strane američkog Nacionalnog instituta za bezbednost i zdravlje na radu (NIOSH) kao izloženost zagađivačima u vazduhu koji „verovatno mogu da izazovu smrt ili neposredne ili odložene trajne štetne efekte na zdravlje ili spreče bekstvo iz takvog okruženja“. Primeri uključuju dim ili druge otrovne gasove u dovoljno visokim koncentracijama. Izračunava se pomoću LD50 ili LC50. Uredba Uprave za bezbednost i zdravlje na radu (OSHA) (1910.134(b)) definiše termin kao „atmosferu koja predstavlja neposrednu pretnju po život, koja bi izazvala nepovratne štetne posledice po zdravlje ili bi narušila sposobnost pojedinca da pobegne iz opasne atmosfere ."
IDLH vrednosti se često koriste za vođenje izbora aparata za disanje koji su dostupni radnicima ili vatrogascima u određenim situacijama.
Definicija NIOSH-a ne uključuje nedostatak kiseonika (ispod 19,5 procenata) iako je takođe potreban aparat za disanje koji snabdeva vazduh. Primeri uključuju velike nadmorske visine i neventilisane, zatvorene prostore.

## Spoljašnje veze
- NIOSH IDLH site
- 1910.134(b) Respiratory protection definitions